# Club Deportivo Audaz
Club Deportivo Audaz, también conocido como El Audaz, fue un equipo de fútbol de la Primera División de El Salvador con sede deportiva en la ciudad de Apastepeque, Departamento de San Vicente, en El Salvador.

## Historia
Fundado en el año 1948, el equipo de los "coyotes" (mote obtenido de la mascota homónima, animal que en tiempos pasados habitaba con abundancia en esa zona de la región para-central del país centroamericano) se manejó en sus comienzos como un equipo amateur conformado por jóvenes de la localidad de Apastepeque y áreas circunvecinas. Bastante ajeno de la participación en las grandes instancias del balompié  nacional salvadoreño, fue hasta los últimos años del presente siglo donde consiguió hacerse de su primer título de fútbol profesional, esto en la Tercera División de su país, al finalizar como campeón del Torneo Clausura 2014 de dicha categoría, asegurando a la vez su ascenso a Segunda División, tras derrotar en la final al equipo Fuerte San Francisco de Gotera, Morazán

### Ascenso a Primera División (2017)
En el Torneo Clausura 2017 de la Liga de Ascenso, alcanzó la final, y conquistó el título de campeón y el derecho a disputar la final definitiva por de ascenso contra el otro equipo del departamento de San Vicente, el Independiente Fútbol Club al cual derrotó con marcador de 1-0, alcanzando su primer ascenso a la máxima división del balompié salvadoreño, donde su participación más destacada sería alcanzar la etapa de semifinales en el Torneo Clausura 2018 donde fueron relegados por Santa Tecla Fútbol Club.

### Cese de categoría
A inicios del 2019 por problemas financieros ceden la categoría a un grupo de empresarios deportivos y para el Apertura 2019 pasara a llamarse Independiente Fútbol Club, en la etapa de transición llegó a jugar con los colores de equipo "Fantasma" y manteniéndose su escudo propio por disposición del Comité Disciplinario de la Liga salvadoreña, debido a que en su debut en el Clausura 2019 perdiera los 3 puntos en disputa por presentar uniforme con el escudo de su vecino y rival.
Misma categoría pasaría a manos de Club Deportivo Luis Ángel Firpo en mayo de 2020, por lo cual el equipo perdería cualquier tipo de identidad dentro de la Primera División, desapareciendo del redondo salvadoreño.

## Estadio

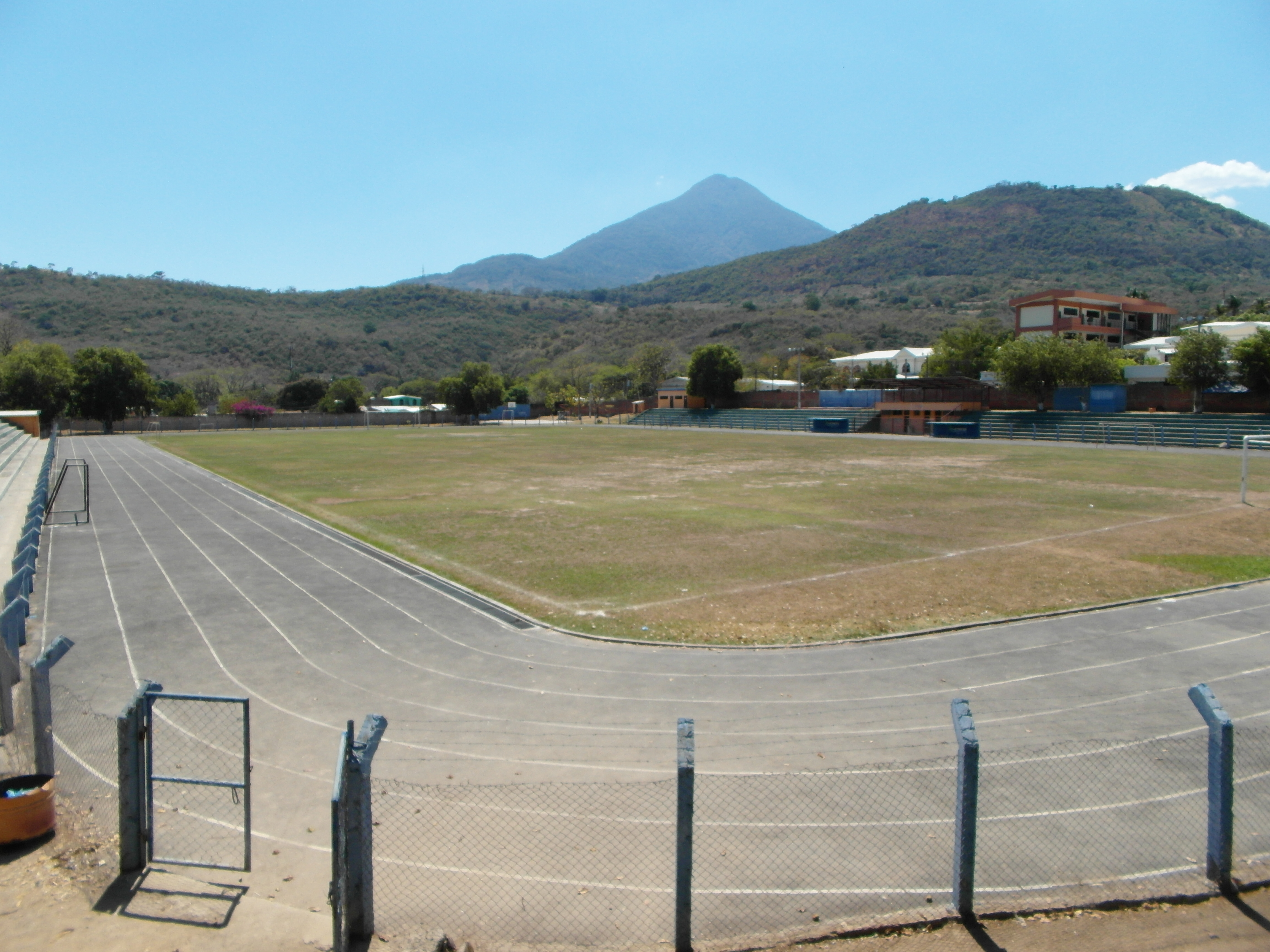
Vista del Estadio Jiboa

Su localía oficial es el Estadio La Coyotera ubicado en el municipio de Apastepeque, con un aforo máximo de 5,000 espectadores. Dicho inmueble ha sido utilizado desde su fundación. Actualmente disputa sus partidos oficiales en la máxima categoría en el Estadio Jiboa del equipo Independiente F.C. de la Segunda División, ubicado en la ciudad de San Vicente. 